# Vilar Maior
Vilar Maior é uma povoação portuguesa do Município do Sabugal que foi sede da extinta Freguesia de Vilar Maior, freguesia que tinha 24,82 km² de área e 120 habitantes (2011), e, por isso, uma densidade populacional de 4,8 hab/km².
A Freguesia de Vilar Maior foi extinta (agregada) pela reorganização administrativa de 2012/2013, tendo o seu território sido agregado ao das Freguesias de Aldeia da Ribeira, Vilar Maior e Badamalos para criar a União de Freguesias de Aldeia da Ribeira, Vilar Maior e Badamalos.
Vilar Maior foi vila e sede de concelho entre 1296 e 1855. Este era constituído pelas freguesias de Malhada Sorda, Nave de Haver, Aldeia da Ribeira, Badamalos, Bismula, Vilar Maior e Poço Velho. Após as reformas administrativas do início do liberalismo foram-lhe anexadas as freguesias de Aldeia da Ponte e Forcalhos, Alfaiates, Rebolosa, Seixo do Côa, Vale das Éguas, Ruivós (então parte de Vale das Éguas) e Vale Longo. Tinha 3 302 habitantes em 1801 e 7 415 em 1849.

## População
| População da freguesia de Vilar Maior | População da freguesia de Vilar Maior | População da freguesia de Vilar Maior | População da freguesia de Vilar Maior | População da freguesia de Vilar Maior | População da freguesia de Vilar Maior | População da freguesia de Vilar Maior | População da freguesia de Vilar Maior | População da freguesia de Vilar Maior | População da freguesia de Vilar Maior | População da freguesia de Vilar Maior | População da freguesia de Vilar Maior | População da freguesia de Vilar Maior | População da freguesia de Vilar Maior | População da freguesia de Vilar Maior |
| ------------------------------------- | ------------------------------------- | ------------------------------------- | ------------------------------------- | ------------------------------------- | ------------------------------------- | ------------------------------------- | ------------------------------------- | ------------------------------------- | ------------------------------------- | ------------------------------------- | ------------------------------------- | ------------------------------------- | ------------------------------------- | ------------------------------------- |
| 1864                                  | 1878                                  | 1890                                  | 1900                                  | 1911                                  | 1920                                  | 1930                                  | 1940                                  | 1950                                  | 1960                                  | 1970                                  | 1981                                  | 1991                                  | 2001                                  | 2011                                  |
| 696                                   | 680                                   | 760                                   | 748                                   | 825                                   | 708                                   | 710                                   | 745                                   | 767                                   | 612                                   | 281                                   | 231                                   | 188                                   | 168                                   | 120                                   |

## Património
- Igreja Matriz de Vilar Maior ou Igreja de São Pedro e torre anexa;
- Ponte medieval sobre o Rio Cesarão ou Ponte romana em Vilar Maior;
- Pelourinho de Vilar Maior;
- Castelo de Vilar Maior;
- Igreja de Santa Maria do Castelo de Vilar Maior;
- Solar dos Rebochos;
- Capela do Senhor dos Aflitos;
- Capela do Espírito Santo;
- Capela de São Sebastião;
- Capela de Arrifana;
- Capela da Misericórdia.

## Pontos de interesse
- Museu Vivo de Vilar Maior - possui um conjunto considerável de peças representativo da sua história[3].
- Vale Carapito - propriedade com enorme valor ambiental, próxima do rio Côa[4]